# Gelato

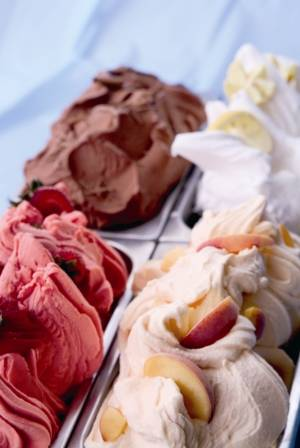
Gelato

Gelato é o sorvete feito no estilo italiano.
O gelato é feito com uma base de leite, creme e açúcar, além de ser aromatizado com purê de frutas e nozes e outros aromas. Geralmente tem um nível de gordura mais baixo do que outros estilos de sorvete. O gelato normalmente contém menos ar e mais aromatizantes do que outros tipos de sobremesas congeladas, dando-lhe uma densidade e riqueza que o distingue de outros sorvetes.
A lei italiana exige que o gelato tenha um mínimo de 3,5% de gordura. Nos Estados Unidos, não há definição de padrão legal para o gelato como há para sorvete, que deve conter pelo menos 10% de gordura.

## Etimologia
"Gelato" é a palavra italiana genérica para "congelado". No entanto, o termo passou a ser usado para se referir a um estilo específico de sorvete, proveniente da tradição artesanal italiana.